# Bruce Perens
Bruce Perens (né vers 1958) est un ancien leader du projet Debian, le premier à succéder au fondateur Ian Murdock, et un cofondateur de l'Open Source Initiative. Il est détenteur de la marque Open Source Initiative.

## Création de l'Open Source Definition
L'Open Source Definition a été initialement créée par Perens dans le cadre du texte Principes du logiciel libre selon Debian, qui fait lui-même partie du Contrat Social Debian. Perens proposa un brouillon du Contrat Social Debian aux développeurs Debian sur la liste de diffusion privée au début de juin 1997. Après un mois de discussions et de corrections, Perens annonça le document final comme l'une des règles du projet Debian. 
En février 1998, une réunion eut lieu à VA Linux Systems (sans Perens) pour discuter de la promotion du logiciel libre auprès des entreprises en termes pragmatiques, plutôt qu'à travers l'approche éthique de Richard Stallman. Christine Petersen, du Foresight Institute proposa le terme "Open Source", et le lendemain, Eric Raymond recruta Perens pour travailler sur la création de l'Open Source. Perens modifia son document Debian, et en fit l'Open Source Definition en supprimant les références à Debian, et en les remplaçant par "Open Source".
L'annonce de l'Open Source Definition date du 9 février 1998 sur Slashdot. Le plus ancien texte connu contenant cette définition se trouve dans Linux Gazette (10 février 1998).
Un an après sa création, Bruce Perens décide de se retirer du projet à la suite de ce qu’il appelle un « Échec de l’Open Source Initiative » et écrit un essai publié par la Free Software Foundation intitulé "Pourquoi nous parlons de logiciels libres" dans lequel il affirme que la Free Software Definition assure davantage de libertés aux utilisateurs des programmes.